# Educación en Suecia

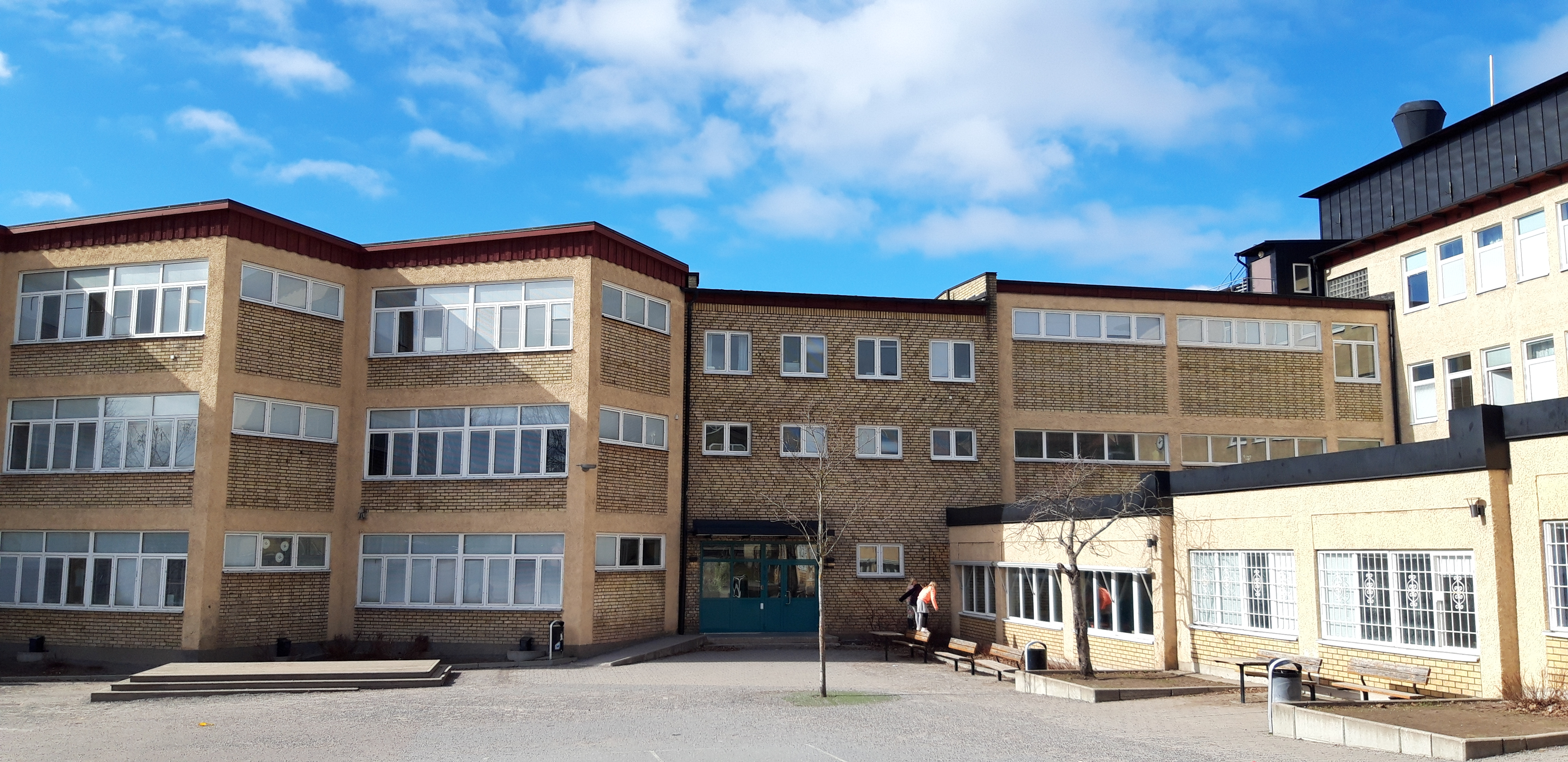
Escuela de Primaria y Secundaria en Sundbyberg, Estocolmo

La educación en Suecia es obligatoria para niños de edades entre 6 y 15. El año escolar en Suecia abarca desde finales de agosto a principios de junio. Las vacaciones de Navidad de mediados de diciembre a principios de enero divide el año escolar sueco en dos periodos académicos.
Desde un año de edad, los niños pueden ser admitidos en preescolar. Preescolar es gratis para las familias más pobres y está fuertemente subvencionada para el resto de la población. A la edad de seis años, los niños empiezan la clase preescolar obligatoria (förskoleklass), que actúa como fase de transición entre escuelas preescolares y la educación primaria. Los niños de edades entre 7 y 15 años acuden a la escuela primaria, donde se estudian una amplia gama de materias. Todos los estudiantes cursan las mismas materias, con excepción de las diferentes elecciones de idioma. La mayoría de las escuelas en Suecia son administradas por los ayuntamientos, pero hay también escuelas privadas, conocidas como escuelas independientes.
Casi todos los estudiantes continúan sus estudios en educación secundaria superior durante otros 3 años, donde la mayoría del alumnado escoge entre 18 programas nacionales, algunos de los cuales son vocacionales (enfocados a la formación profesional) y otros preparatorios para estudios superiores. Los estudiantes que no cumplen los requisitos de los programas nacionales disponen de programas introductorios con los que puedan llegar a alcanzar dichos requisitos. En 2018, el 16% de los estudiantes que terminaron el 9º año de la escuela comprensible no fue elegible para programas nacionales.
El sistema de educación superior es compatible con el resto de Europa a través del Proceso de Bolonia donde los grados están divididos en 3 ciclos: nivel básico, nivel avanzado y nivel doctoral. Hay dos grados disponibles en cada ciclo de longitudes diferentes. Para los ciudadanos de la UE, el EEE, Suiza o los países nórdicos, la educación superior en Suecia es gratuita. Sin embargo, para los ciudadanos de otros países, las tarifas suelen oscilar entre 8.000€ y 25.000€ al año.

## Esquema
| Tipo de educación                        | Escuela                                                    | Escuela                                                                           | Designación                    | Designación                    |
| ---------------------------------------- | ---------------------------------------------------------- | --------------------------------------------------------------------------------- | ------------------------------ | ------------------------------ |
| Doctorado                                | Universidad (Universitet) 2–4 años                         | Centro universitario de investigación (Högskola med forskningstillstånd) 2–4 años | 4.º año                        | 4.º año                        |
| Doctorado                                | Universidad (Universitet) 2–4 años                         | Centro universitario de investigación (Högskola med forskningstillstånd) 2–4 años | 3.º año                        |                                |
| Doctorado                                | Universidad (Universitet) 2–4 años                         | Centro universitario de investigación (Högskola med forskningstillstånd) 2–4 años | 2.º año                        |                                |
| Doctorado                                | Universidad (Universitet) 2–4 años                         | Centro universitario de investigación (Högskola med forskningstillstånd) 2–4 años | 1.º año                        |                                |
| Maestría o Master                        | Universidad (Universitet) 1–2 años                         | Escuela Superior (Högskola) 1–2 años                                              | 2.º año                        | 2.º año                        |
| Maestría o Master                        | Universidad (Universitet) 1–2 años                         | Escuela Superior (Högskola) 1–2 años                                              | 1.º año                        |                                |
| Título de grado                          | Universidad (Universitet) 2–3 años 6 años (medicina)       | Escuela Superior (Högskola) 2–3 años                                              | 3.º año                        | 3.º año                        |
| Título de grado                          | Universidad (Universitet) 2–3 años 6 años (medicina)       | Escuela Superior (Högskola) 2–3 años                                              | 2.º año                        |                                |
| Título de grado                          | Universidad (Universitet) 2–3 años 6 años (medicina)       | Escuela Superior (Högskola) 2–3 años                                              | 1.º año                        |                                |
| Educación secundaria superior            | Instituto/Gymnasium/High School (Gymnasieskola) 16–19 años | Instituto/Gymnasium/High School (Gymnasieskola) 16–19 años                        | Tredje ring                    | 3.º grado                      |
| Educación secundaria superior            | Instituto/Gymnasium/High School (Gymnasieskola) 16–19 años | Instituto/Gymnasium/High School (Gymnasieskola) 16–19 años                        | Andra ring                     | 2.º grado                      |
| Educación secundaria superior            | Instituto/Gymnasium/High School (Gymnasieskola) 16–19 años | Instituto/Gymnasium/High School (Gymnasieskola) 16–19 años                        | Första ring                    | 1.º grado                      |
| Primaria y educación secundaria inferior | Escuela comprensible (Grundskola) 7–15 años                | Escuela comprensible (Grundskola) 7–15 años                                       | Etapa superior Högstadiet      | 9.º grado                      |
| Primaria y educación secundaria inferior | Escuela comprensible (Grundskola) 7–15 años                | Escuela comprensible (Grundskola) 7–15 años                                       | Etapa superior Högstadiet      | 8.º grado                      |
| Primaria y educación secundaria inferior | Escuela comprensible (Grundskola) 7–15 años                | Escuela comprensible (Grundskola) 7–15 años                                       | Etapa superior Högstadiet      | 7.º grado                      |
| Primaria y educación secundaria inferior | Escuela comprensible (Grundskola) 7–15 años                | Escuela comprensible (Grundskola) 7–15 años                                       | Etapa media Mellanstadiet      | 6.º grado                      |
| Primaria y educación secundaria inferior | Escuela comprensible (Grundskola) 7–15 años                | Escuela comprensible (Grundskola) 7–15 años                                       | Etapa media Mellanstadiet      | 5.º grado                      |
| Primaria y educación secundaria inferior | Escuela comprensible (Grundskola) 7–15 años                | Escuela comprensible (Grundskola) 7–15 años                                       | Etapa media Mellanstadiet      | 4.º grado                      |
| Primaria y educación secundaria inferior | Escuela comprensible (Grundskola) 7–15 años                | Escuela comprensible (Grundskola) 7–15 años                                       | Etapa inicial Lågstadiet       | 3.º grado                      |
| Primaria y educación secundaria inferior | Escuela comprensible (Grundskola) 7–15 años                | Escuela comprensible (Grundskola) 7–15 años                                       | Etapa inicial Lågstadiet       | 2.º grado                      |
| Primaria y educación secundaria inferior | Escuela comprensible (Grundskola) 7–15 años                | Escuela comprensible (Grundskola) 7–15 años                                       | Etapa inicial Lågstadiet       | 1.º grado                      |
| Educación de clase preescolar            | Clase preescolar (Förskoleklass) 6 años                    | Clase preescolar (Förskoleklass) 6 años                                           | Clase preescolar Förskoleklass | Clase preescolar Förskoleklass |
| Educación preescolar                     | Preescolar (Förskola) 1–5 años                             | Preescolar (Förskola) 1–5 años                                                    |                                |                                |

## Historia

### Educación primaria

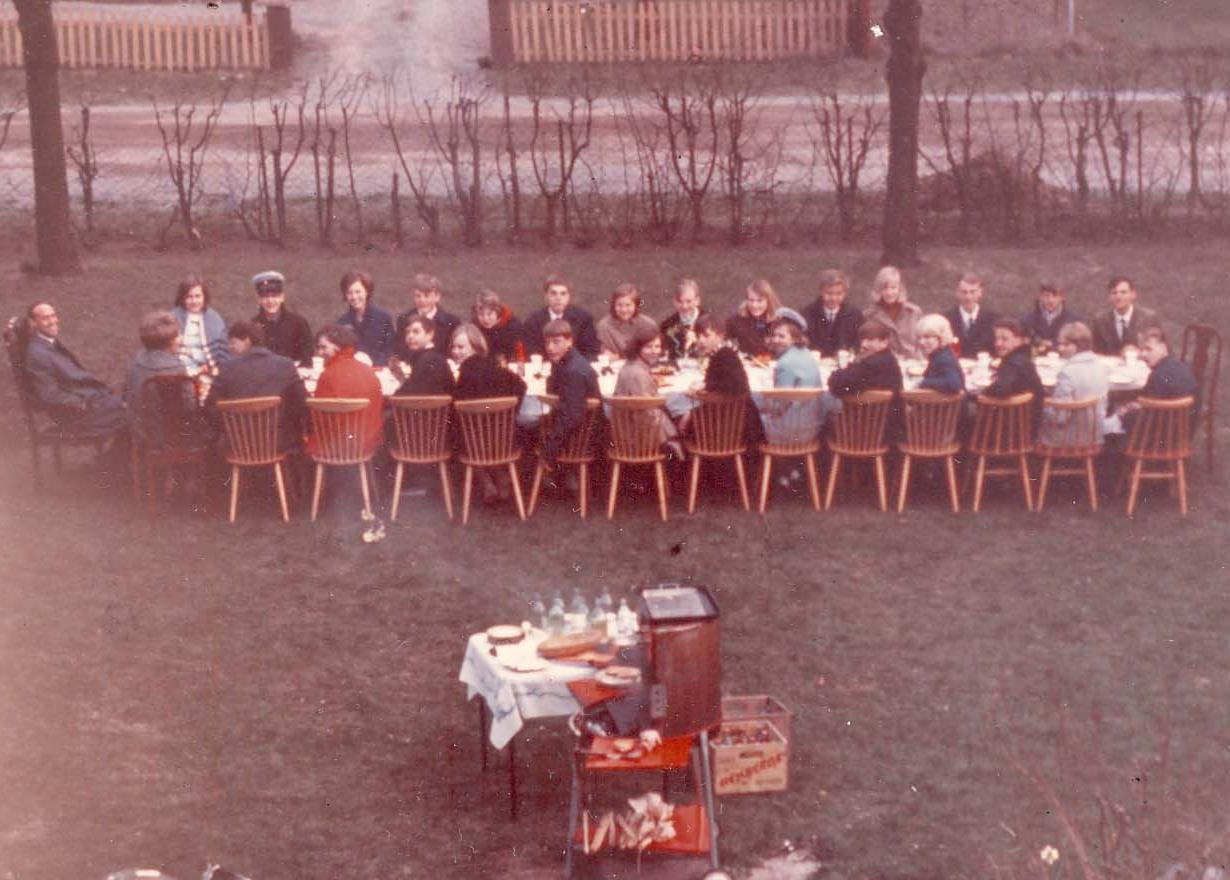
Clase de 15 y 16 años celebran un exitosamente completado Realexamen (graduación de realskolan) en un suburbio de Estocolmo en 1965.

En 1842, el parlamento sueco introdujo una escuela primaria de cuatro años para los niños en Suecia, la "folkskola". En 1882 se añadieron dos cursos, 5 y 6. Algunas "folkskola" también tenían los cursos 7 y 8, llamados "fortsättningsskola". La escolarización en Suecia devenía obligatoria a partir de los 7 años en la década de 1930 y a partir de los 8 años en los 1950. En 1962 se introdujo la primera versión de la escuela obligatoria actual, comprendiendo 9 años de escolarización obligatoria – de agosto del año en que el niño cumple 7 a junio del año en que el niño cumple 16.
El currículo de 1962 incluía dos diferentes vías de estudio, los itinerarios vocacionales y preparatorios, siendo esto posteriormente abolido en la revisión de 1969. En 1980 vino otra revisión importante que aumentaba el énfasis en los temas teóricos. En 1994 el sistema de grados fue modificado y en la última revisión de 2011 se volvió a modificar de nuevo el sistema, esta vez introduciendo grados desde los 6 años.

### Educación secundaria

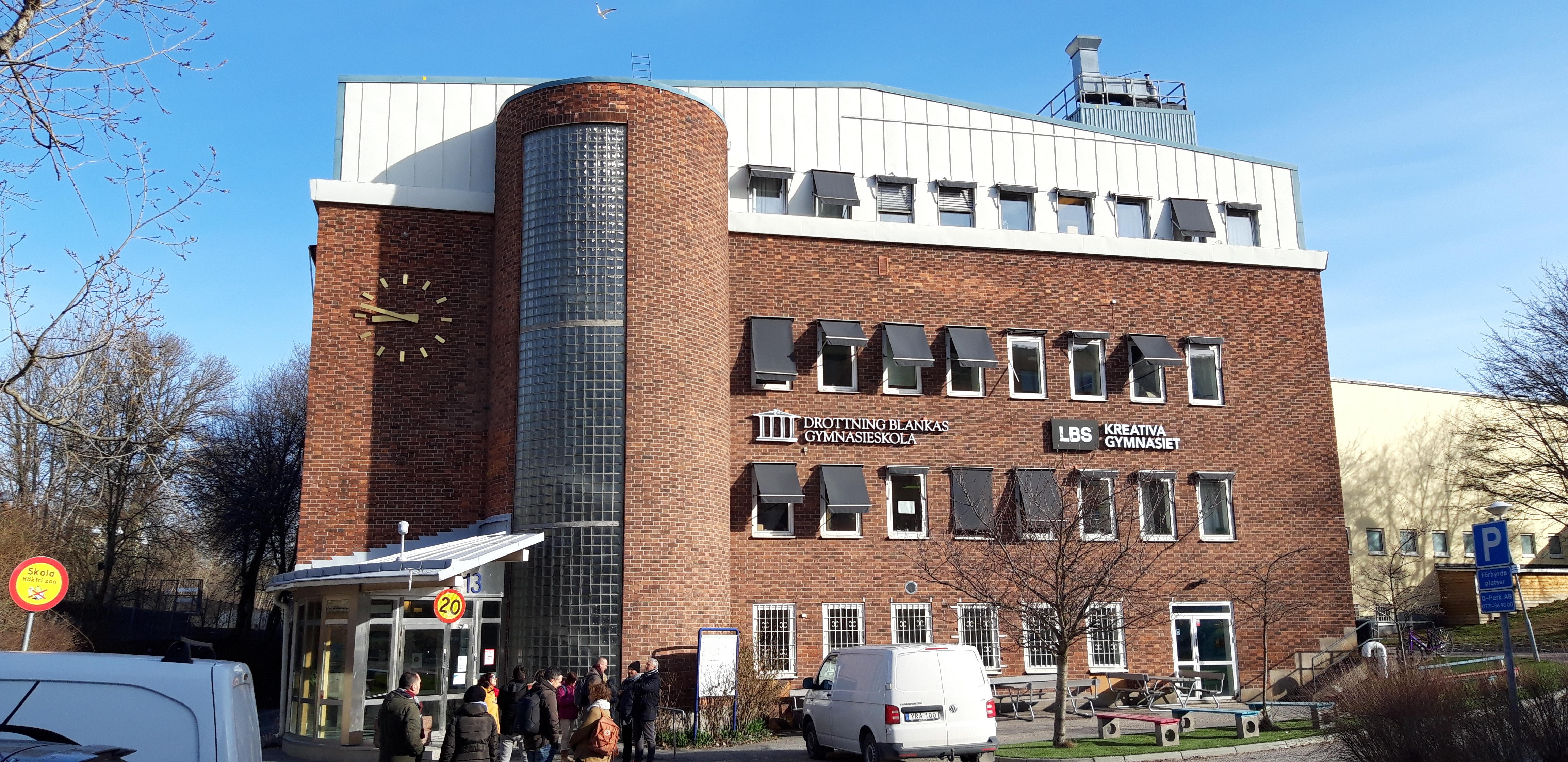
Escuela de formación profesional en Estocolmo

En 1905 se crearon las realskolan para los estudiantes que querían continuar estudiando después de las folkskolan, con una duración variable entre 3 y 6 años.
En 1968 se crearon las gymnasieskolan, con una estructura similar a la versión actual. 22 programas diferentes, algunos de los cuales eran vocacionales y algunos preparatorios. Estos programas duraban entre 2 y 4 años, lo cual fue modificado en 1991 haciendo todos los programas de 3 años de duración.

## Preescolar
La educación preescolar es ofrecida a todos los niños desde la edad de un año cuyos padres estén trabajando, estudiando, parados o en excedencia por paternidad/maternidad. Desde los 3 años, todos los niños tienen derecho a al menos 3 horas de preescolar al día gratuitamente. Para aquellos niños que permanezcan más de 3 horas al día o de edad inferior a 3 años, el municipio establece la tasa. Todos los municipios utilizan un sistema donde el precio está basado en el número de niños e ingresos de la familia, y que varía desde la gratuidad hasta un máximo de 1 425 coronas al mes (135 € o 150 $) a julio de 2019. Las familias más pobres normalmente consiguen una educación preescolar gratuita.
El objetivo es liberar a los padres para que trabajen, estableciendo una base para que los niños ingresen a la escuela y promover valores fundamentales como la igualdad para todas las personas. Esto se logra a través de actividades pedagógicas preparadas por maestros de preescolar que a menudo involucran cosas como jugar, cantar y dibujar, muchas de las cuales se realizan al aire libre independientemente de la climatología. Los maestros de preescolar deben incorporar múltiples actividades educativas cada día.

## Educación primaria
El sistema educativo en Suecia está basado en una educación primaria de nueve años de duración (Grundskola), con asistencia obligatoria entre 6/7 y 15/16 años de edad.

### Materias

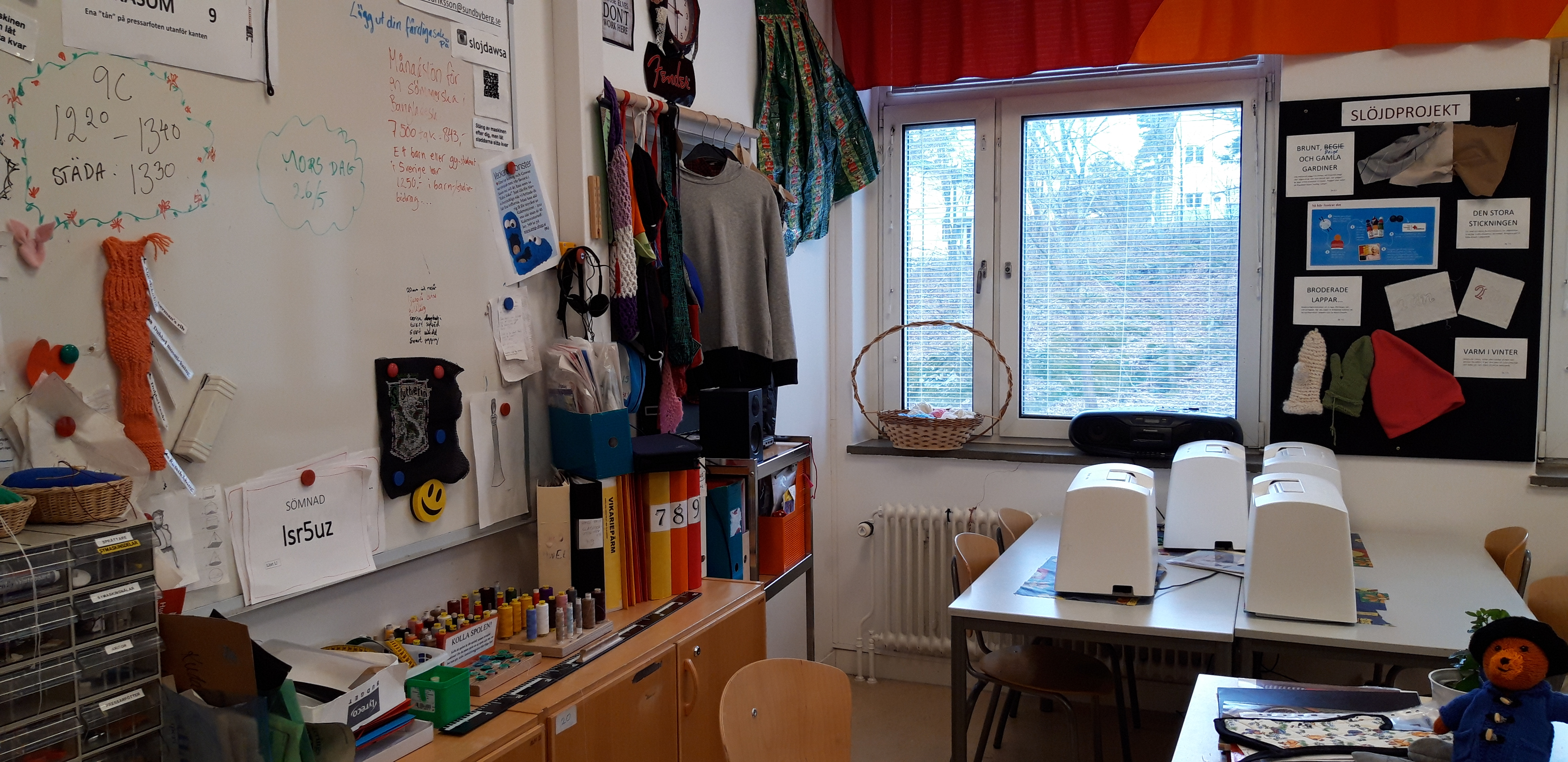
Taller de costura en una escuela en Sundbyberg, Estocolmo

En la escuela obligatoria sueca cada estudiante cursa 16 materias obligatorias, que son, ordenadas por tiempo asignado: sueco, matemáticas, educación física, inglés, manualidades, música, artes visuales, tecnología, física, química, biología, historia, ciencias sociales, religión, geografía y economía doméstica. Todas estas materias se imparten en cada una de las tres etapas escolares, etapa inicial (cursos 1–3), etapa media (cursos 4–6), y etapa superior (cursos 7–9).
En sexto curso el alumnado también puede escoger un curso de lengua extranjera no obligatorio. Por encima del 82% de los estudiantes de 9º curso estudiaron una tercera lengua en 2017. Todas las escuelas tienen que ofertar 2 lenguas entre español, francés, y alemán. Muchas escuelas también ofrecen ayuda adicional en las materias básicas de inglés y sueco en lugar del curso de idiomas. Cursar el curso de lengua puede mejorar la puntuación final del alumnado significativamente y ser requerido para algunas de las Escuelas Secundarias Superiores más competitivas.
También hay una asignatura de elección obligatoria y no calificada (Elevens Val) donde el alumno puede elegir entre varias actividades facilitadas por la escuela. La aplicación de innovaciones pedagógicas y la elección por parte del alumno han sido criticadas por el posible mal uso del tiempo de los estudiantes y los maestros.

### Calificación
En Suecia, los estudiantes comienzan a recibir calificaciones desde los 6 años, con propuestas de cambiarlo a los 4. Antes del 6º curso, los alumnos reciben un Plan de Desarrollo Individual (Individuell Utvecklingsplan (IUP)) que contiene la evaluación de los maestros del conocimiento de los estudiantes. Los alumnos tienen charlas de desarrollo regulares con sus maestros sobre cómo mejorar en función de su IUP y sus calificaciones.
El sistema de calificación en la escuela obligatoria utiliza las calificaciones A, B, C, D y E como calificaciones de aprobado y F como suspenso. Las diferentes calificaciones indican cuando un estudiante ha alcanzado, o no, todos los objetivos o la mayoría de ellos. Si el estudiante no puede ser calificado, por ejemplo por ausencia prolongada, el estudiante recibirá un guion en lugar de una F. Un guion no se considera una calificación. Si un alumno está a punto de recibir una F en una determinada materia/curso, el maestro responsable de esa materia lo notificará al estudiante y a sus padres. Si a un alumno se le da una F, recibirá un informe escrito de cómo mejorar.
La puntuación total del alumno, que se utiliza para el acceso a las escuelas secundarias superiores, se calcula tomando las calificaciones de las diferentes asignaturas del alumno y sumándolas numéricamente, con la siguiente conversión numérica: E = 10, D = 12.5, C = 15, B = 17.5, y A = 20. Esto produce una puntuación máxima posible de 340 para los estudiantes que cursan 17 materias. Los alumnos pueden tener 16 o 17 matierias dependiendo de si siguen un curso de idiomas adicional además de las 16 materias obligatorias. Los alumnos que no estudian ningún idioma extranjero o que, en su lugar, estudian sueco o inglés adicional solo tendrán 16 calificaciones y no podrán obtener una puntuación superior a 320.
Las dieciséis materias utilizadas para calcular el total deben incluir las tres materias principales: inglés, sueco y matemáticas. Si el alumno no supera alguna de estas materias básicas, carece de la cualificación para asistir a la escuela secundaria. Sin embargo, dicho estudiante todavía puede asistir al programa de introducción a la escuela secundaria (introduktionsprogram), ya sea para adquirir competencia en las materias básicas y comenzar un programa de escuela secundaria o para adquirir habilidades para conseguir un empleo.

## Educación Secundaria superior

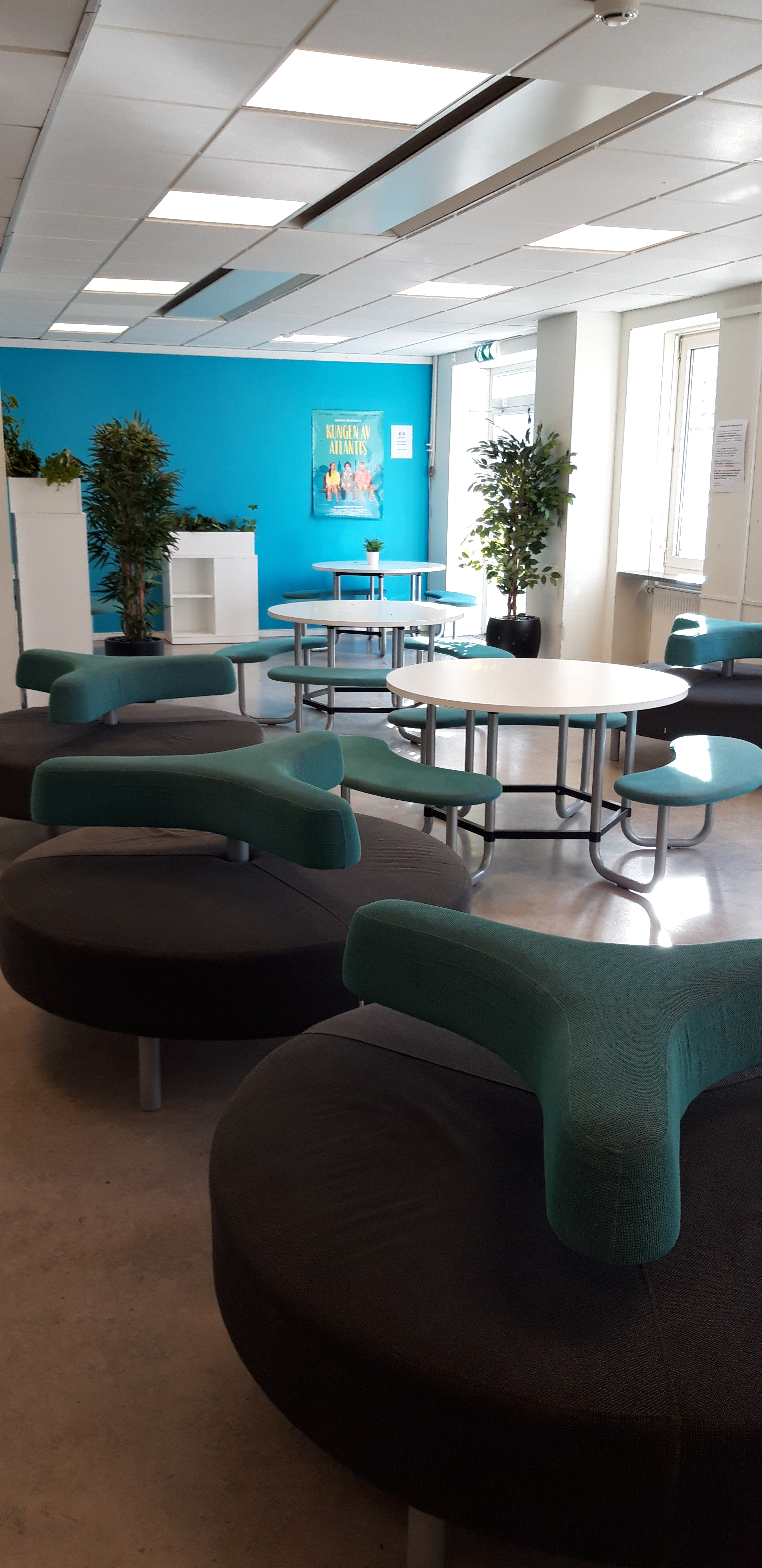
Escuela de formación profesional (vocacional) en Estocolmo. Vestíbulo

La Educación Secundaria superior, llamada gymnasieskola, normalmente dura tres años. Es optativa, pero con un 99% índice de asistencia (OCDE 2018). Está dividida en 18 programas nacionales diferentes con objetivo educativo diferente. El sistema está basado en cursos, con los mismos cursos que son utilizados para programas múltiples. Hay también programas introductorios para estudiantes que no satisfacen los requisitos para los programas nacionales. Un número significativo de este alumnado está formado por inmigrantes aprendiendo sueco.

### Programas nacionales
Los programas nacionales están divididos en dos categorías: preparatorio y vocacional. Todo los programas nacionales dan cualificación básica para acceder a la universidad, pero los programas preparatorios típicamente también satisfacen los requisitos adicionales necesarios para estudiar cursos universitarios en áreas concretas.
En 2018 aproximadamente un tercio de los estudiantes que estudiaba un programa nacional lo hacía en un programa vocacional mientras dos tercios estudiaban un programa preparatorio.
| Nombre español                                        | Nombre sueco                           | Tipo         | Número de estudiantes | Porcentaje de estudiantes |
| ----------------------------------------------------- | -------------------------------------- | ------------ | --------------------- | ------------------------- |
| Programa de Ciencias sociales                         | Samhällsvetenskapsprogrammet           | Preparatorio | 55 438                | 19.2%                     |
| Programa de Ciencias naturales                        | Naturvetenskapsprogrammet              | Preparatorio | 43 028                | 14.9%                     |
| Programa de Economía y Administración de empresas     | Ekonomiprogrammet                      | Preparatorio | 41 436                | 14.3%                     |
| Programa de Tecnología                                | Teknikprogrammet                       | Preparatorio | 28 111                | 9.7%                      |
| Programa de Artes                                     | Estetiska programmet                   | Preparatorio | 20 325                | 7.0%                      |
| Programa de Energía y Electricidad                    | El- och energiprogrammet               | Vocacional   | 14 076                | 4.9%                      |
| Programa de Edificios y Construcción                  | Bygg- och anläggningsprogrammet        | Vocacional   | 12 534                | 4.3%                      |
| Programa de Vehículos y Transporte                    | Fordons- och transportprogrammet       | Vocacional   | 10 368                | 3.6%                      |
| Programa de Salud y Cuidado Social                    | Vård- och omsorgsprogrammet            | Vocacional   | 9 735                 | 3.4%                      |
| Programa de Niños y Recreo                            | Barn- och fritidsprogrammet            | Vocacional   | 8 588                 | 3.0%                      |
| Programa de Empresarial y Administración              | Handels- och administrationsprogrammet | Vocacional   | 8 489                 | 2.9%                      |
| Programa de Uso de Recursos naturales                 | Naturbruksprogrammet                   | Vocacional   | 8 414                 | 2.9%                      |
| Programa de Artesanía                                 | Hantverksprogrammet                    | Vocacional   | 6 375                 | 2.2%                      |
| Programa Administración de restaurante y Alimentación | Restaurang- och livsmedelsprogrammet   | Vocacional   | 4 861                 | 1.7%                      |
| Programa de Tecnología industrial                     | Industritekniska programmet            | Vocacional   | 4 144                 | 1.4%                      |
| Programa de HVAC Y Mantenimiento de la Propiedad      | VVS- och fastighetsprogrammet          | Vocacional   | 3 322                 | 1.2%                      |
| Programa de Hotel y Turismo                           | Hotell- och turismprogrammet           | Vocacional   | 2 963                 | 1.0%                      |
| Programa de Humanidades                               | Humanistiska programmet                | Preparatorio | 2 319                 | 0.8%                      |

### Cursos
Todos los estudiantes precisan cursar al menos 2500 puntos de cursos. Algunos de estos cursos son universales para estudiantes en todos los programas. Estos cursos son el primer curso en cada una de las siguientes materias: inglés, sueco, matemáticas, religión, educación cívica, ciencias naturales y educación física. En los programas preparatorios también se incluyen cursos adicionales de inglés, sueco y matemáticas como básicos.
También hay cursos específicos de programa y cursos específicos de orientación. Los cursos específicos de orientación son los cursos que un estudiante elige cursar al seleccionar una orientación dentro de su programa. Finalmente, los cursos de libre elección son cursos que el estudiante selecciona libremente.

### Proyecto de diploma
En todos los programas de la escuela secundaria superior, todos los estudiantes deben hacer un proyecto de diploma. El proyecto de diploma es un proyecto en el que los estudiantes deben planificar, ejecutar y reflexionar sobre un proyecto más grande relacionado con algo que han estado estudiando. Este proyecto tiene dos opciones de calificación, pudiendo recibir una E (aprobado) o F (suspenso). El proyecto de diploma no se incluye en el valor del mérito de los estudiantes que se utiliza para la educación superior.

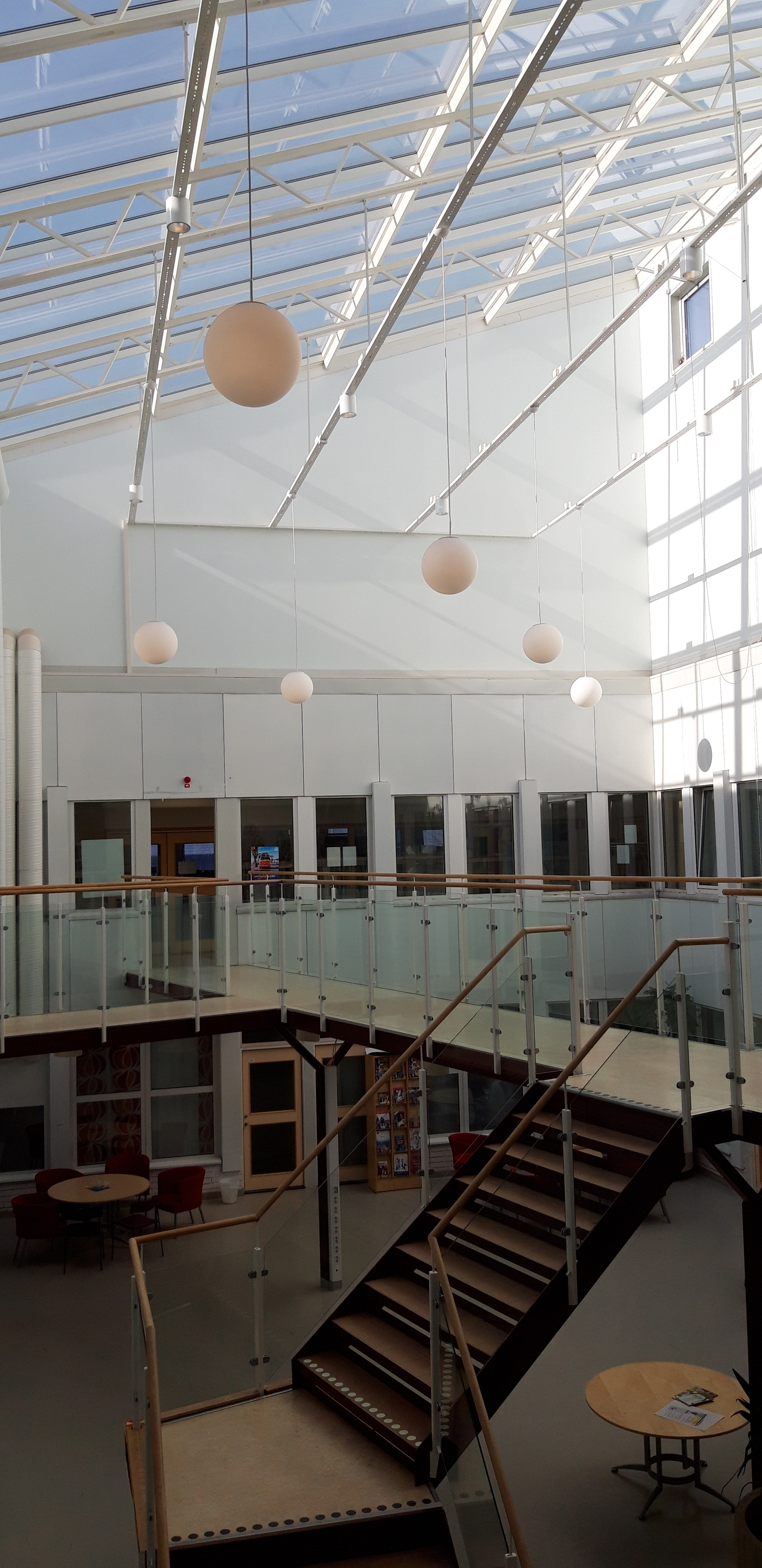
Escuela de Secundaria superior en el municipio de Habo. Los espacios comunes tienen un papel importante en las actividades escolares

### Elegibilidad
Para ser admitido en la educación secundaria superior, el alumno debe aprobar 8 de las 16 asignaturas para los programas vocacionales y 12 de las 16 para los programas preparatorios. El alumno también debe aprobar las tres asignaturas principales de matemáticas, sueco e inglés.
En 2018, el 15.6% de los alumnos que abandonaron la educación obligatoria no calificaron para proseguir en la educación secundaria superior. Esto supone un aumento significativo desde 2011, el primer año con el plan de estudios actual, donde el 12.3% de los alumnos no calificaron. El grupo que no domina la educación obligatoria es predominantemente niños y alumnos de origen extranjero .
Los alumnos que no reúnen los requisitos para la educación secundaria superior todavía pueden acceder a un programa de introducción (Introduktionsprogram), que ayuda a los estudiantes a obtener el acceso a los programas nacionales.

### Admisión
El posible estudiante solicita asistir a un determinado programa en una determinada escuela, compitiendo por el ingreso en función de sus calificaciones de la escuela primaria. En algunos casos, como el programa de artes (programa Estetiska ) en ciertas escuelas, el estudiante solicita tanto el programa como la orientación. Algunos programas, generalmente los programas de arte y ciertos programas/orientaciones más especializados, tienen algún tipo de examen de ingreso además de los grados de la escuela primaria.

### Programas introductorios
En cuanto a los estudiantes que no obtuvieron la calificación para los programas nacionales, la mayoría de las veces fallan en sueco, inglés o matemáticas. Existen diferentes tipos de programas introductorios, el más común de los cuales es la introducción de idiomas para inmigrantes que aprenden sueco y una alternativa individual, un programa altamente individualizado destinado a ayudar a los estudiantes que no cumplieron previamente con los requisitos de los programas nacionales a acceder a los mismos.

## Educación superior
Después de la escuela secundaria superior, los estudiantes pueden acceder a la universidad para recibir educación terciaria. Los grados académicos generales son ofrecidos por universidades públicas y universidades que tienden a atraer estudiantes a nivel regional.  
Además de los títulos académicos generales, el sistema de educación superior también ofrece una serie de títulos profesionales a nivel de licenciatura o maestría en campos como ingeniería, derecho y medicina. Independientemente del sistema universitario compatible con Bolonia, existe un sistema de educación vocacional superior donde se estudian áreas como Finanzas, Administración de Empresas, Informática, Hospitalidad y Turismo. 
En el semestre de otoño de 2022, un total de 372.000 estudiantes se matricularon en universidades de Suecia. Las instituciones con mayor número de estudiantes son: Universidad de Estocolmo, Universidad de Gotemburgo y Universidad de Upsala. 

### Tipos de grados
Las titulaciones suecas están incorporadas en el Proceso de Bolonia, el marco europeo en educación superior. En este sistema los grados se dividen en tres ciclos, correspondientes al nivel de licenciatura, nivel de maestría y nivel de doctorado. En Suecia, hay dos calificaciones generales para cada ciclo de diferentes duraciones y varios títulos profesionales a nivel de licenciatura o maestría.
| Tipo de educación  | Nivel                       | Grado                                                                                | Grado                                                                    | Grado                                                                 | Señalamiento |
| ------------------ | --------------------------- | ------------------------------------------------------------------------------------ | ------------------------------------------------------------------------ | --------------------------------------------------------------------- | ------------ |
| Educación Posgrado | Nivel Doctoral/Tercer ciclo | Grado de Doctor (PhD)Doktorsexamen 240 créditos de educación superior                | Grado de Doctor (PhD)Doktorsexamen 240 créditos de educación superior    | Grado de Doctor (PhD)Doktorsexamen 240 créditos de educación superior | 4.º año      |
| Educación Posgrado | Nivel Doctoral/Tercer ciclo | Grado de Doctor (PhD)Doktorsexamen 240 créditos de educación superior                | Grado de Doctor (PhD)Doktorsexamen 240 créditos de educación superior    | Grado de Doctor (PhD)Doktorsexamen 240 créditos de educación superior | 3.º año      |
| Educación Posgrado | Nivel Doctoral/Tercer ciclo | Grado de LicentiateLicentiatexamen 120 créditos de educación superior                | Grado de LicentiateLicentiatexamen 120 créditos de educación superior    | Grado de LicentiateLicentiatexamen 120 créditos de educación superior | 2.º año      |
| Educación Posgrado | Nivel Doctoral/Tercer ciclo | Grado de LicentiateLicentiatexamen 120 créditos de educación superior                | Grado de LicentiateLicentiatexamen 120 créditos de educación superior    | Grado de LicentiateLicentiatexamen 120 créditos de educación superior | 1.º año      |
| Grado              | Nivel Maestro/Segundo ciclo |                                                                                      | Grado de Maestro (Dos años) Masterexamen 120 créditos educación superior | Grados Profesionales Yrkesexamina (3@–5 años mucho tiempo)            | 5.º grado    |
| Grado              | Nivel Maestro/Segundo ciclo | Grado de Maestro (Un año) Magisterexamen 60 créditos educación superior              | Grado de Maestro (Dos años) Masterexamen 120 créditos educación superior | Grados Profesionales Yrkesexamina (3@–5 años mucho tiempo)            | 4.º grado    |
| Grado              | Grado/Primer ciclo          |                                                                                      | Grado de BachelorKandidatexamen 180 créditos educación superior          | Grados Profesionales Yrkesexamina (3@–5 años mucho tiempo)            | 3.º grado    |
| Grado              | Grado/Primer ciclo          | Diploma de estudios Superiores DiplomaHögskoleexamen 120 créditos educación superior | Grado de BachelorKandidatexamen 180 créditos educación superior          | Grados Profesionales Yrkesexamina (3@–5 años mucho tiempo)            | 2.º grado    |
| Grado              | Grado/Primer ciclo          | Diploma de estudios Superiores DiplomaHögskoleexamen 120 créditos educación superior | Grado de BachelorKandidatexamen 180 créditos educación superior          | Grados Profesionales Yrkesexamina (3@–5 años mucho tiempo)            | 1.º grado    |

## Escuelas independientes
Antes de la década de 1990, había solo un puñado de escuelas privadas en Suecia, en su mayoría colegios internos financiados por la matrícula, de los cuales Sigtunaskolan y Lundsbergs skola son los más conocidos. Una importante reforma educativa en 1992 permitió que las escuelas privadas que ofrecían educación primaria o secundaria recibieran fondos públicos para cada estudiante, a un nivel similar al que reciben las escuelas públicas. Estas se llaman "escuelas independientes" ( friskolor ), y en 2008 había alrededor de 900 de ellas.
Las "escuelas independientes", similares a las escuelas charter en los Estados Unidos o las academias en el Reino Unido, se financian con dinero público ( skolpeng ) del municipio local, en función del número de alumnos que se han inscrito, de la misma manera que las escuelas públicas. En consecuencia, no se les permite discriminar o exigir exámenes de admisión, ni se les permite cobrar a los estudiantes tarifas adicionales. Sin embargo, se les permite aceptar donaciones privadas. Las diferencias económicas regionales afectan directamente la cantidad de dinero que cada municipio puede proporcionar por alumno.
Cualquier persona puede crear en Suecia una escuela independiente con fines de lucro, o una cadena de tales escuelas. Muchas de ellas ofrecen una pedagogía alternativa (como Montessori), o un perfil extranjero/internacional, religioso o de necesidades especiales (como personas con discapacidad auditiva). También hay varias escuelas secundarias con un perfil deportivo de élite. Internationella Engelska Skolan y Kunskapsskolan son las dos cadenas de "escuelas independientes" más grandes. En 2008, más del 10% de los alumnos suecos estaban matriculados en "escuelas independientes".

### Opiniones
El sistema de "escuela independiente" ha dividido a la opinión pública en Suecia. Durante las elecciones de 2010 ninguno de los bloques políticos sugirió abandonar el programa. Una encuesta realizada en 2011 por Synovate encontró que los suecos que quieren prohibir que las empresas operen escuelas con fines de lucro superan en número a las que no lo hacen. El modelo sueco se ha presentado como un posible modelo para soluciones similares tanto en el Reino Unido como en los Estados Unidos, donde Per Unckel, Gobernador del Condado de Estocolmo y exministro Conservador de Educación, en 2009 resumió las ventajas del sistema sueco en un artículo de opinión producido por el think tank Libertario Pacific Research Institute: "La educación es tan importante que no se puede dejar a un solo productor. Porque sabemos que los sistemas de monopolio no cumplen todos los deseos ".
En febrero de 2013, The Guardian publicó un artículo de un exasesor político del Ministerio de Educación de Suecia, Karin Svanborg-Sjövall, sobre el sistema escolar independiente: "Suecia demuestra que la ganancia privada mejora los servicios e influye en la política. Incluso los sindicatos de la educación se incorporaron cuando se introdujo la provisión privada en las escuelas suecas ", citando el documento sobre el rendimiento educativo promedio realizado por el instituto de investigación bajo el Ministerio de Empleo de Suecia, IFAU, que encontró" que un aumento en la proporción de "los alumnos de la escuela mejoran el rendimiento promedio al final de la escuela obligatoria y los resultados educativos a largo plazo". Sin embargo, en junio de 2015, otro artículo del corresponsal de educación de The Guardian citó al ministro de Educación, Gustav Fridolin, diciendo que el sistema era "un fracaso político" y afirmó que los estándares en el aprendizaje se habían reducido drásticamente a lo largo de los años y estaban en un Estado de "crisis".

## Resultados PISA
Los resultados suecos en el Programa para Valoración Estudiantil Internacional (Informe PISA) estaban en una tendencia negativa entre 2006 y 2012. Esto fue ampliamente difundido por los medios de comunicación y adoptado como un importante asunto de debate por muchos partidos políticos, incluyendo la Alianza y el Partido Socialdemócrata.
Según el informe PISA 2015, las puntuaciones suecas aumentaron por primera vez desde que empezó el programa en 2006. Tanto el Partido Socialdemócrata como el Partido Moderado han sugerido acciones para mejorar la educación e incrementar los resultados PISA en el futuro.
La afluencia de los inmigrantes a escuelas suecas ha sido esgrimido por algunos como parte de la razón por la que Suecia ha caído más que cualquier otro país europeo en el informe PISA.
Los alumnos de quince años suecos obtuvieron la 22.ª puntuación media más alta en las valoraciones PISA en 2006, encontrándose cercanos a la media de la OECD. Después de un declive hasta 2012, en el informe de 2018 los resultados se recuperan hasta niveles de los primeros informes, ocupando el puesto 11 en habilidad lectora.